# Osterhorn
Osterhorn (niederdeutsch Oosterhoorn) ist eine Gemeinde im Kreis Pinneberg in Schleswig-Holstein.

## Geografie

### Geografische Lage
Das Gemeindegebiet von Osterhorn erstreckt sich an der Hörner Au etwa 8 km nördlich von Barmstedt im Bereich des Naturraums Holsteinische Vorgeest (Haupteinheit Nr. 698).

### Ortsteile
Siedlungsgeografisch besteht die Gemeinde aus mehreren Ortsteilen, im Fachjargon der Statistik auch als Wohnplätze bezeichnet. Im Gemeindegebiet liegen, neben dem namenstiftenden Dorf, ebenfalls die Häusergruppe Dorfstraße und die Haussiedlungen Hundsloh, Sackgasse und Schönberg.

### Nachbargemeinden
Unmittelbar angrenzende Gemeindegebiete von Osterhorn sind:
|            | Moordiek, Wulfsmoor                         |       |
| Westerhorn | Kompassrose, die auf Nachbargemeinden zeigt | Bokel |
|            | Brande-Hörnerkirchen                        |       |

## Politik

### Gemeindevertretung
Alle Mitglieder der Gemeindevertretung stellt seit der Kommunalwahl am 14. Mai 2023 die seit 1966 bestehende Wählergemeinschaft Osterhorn.

### Wappen
Blasonierung: „In Grün ein schräger silberner Wellenbalken, begleitet oben von einem goldenen, mit dem Mundstück nach außen weisenden Horn, unten von drei goldenen Rohrkolben.“

## Sehenswürdigkeiten
in der Gemeinde Osterhorn befindet sich das Naturkundemuseum Osterhorner Moor.

## Verkehr
Durch das Gemeindegebiet von Osterhorn führt die Bahnstrecke Hamburg-Altona–Kiel. Südwestlich der Gemeinde liegt die Trasse der  Bundesautobahn 23 im Abschnitt zwischen Elmshorn und Itzehoe.